# Stoeger Industries
La Stoeger Industries è un'azienda produttrice ed importatrice di armi da fuoco negli Stati Uniti d'America.
La Stoeger Publishing, divisione editoriale della compagnia, pubblica libri e filmati a proposito di armi da fuoco, caccia e pesca.
La sede principale della Stoeger Industries si trova ad Accokeek, Maryland (USA). La italiana Benelli Armi, di cui la Stoeger è una filiale, ne è interamente proprietaria. A sua volta la Benelli è parte del gruppo lussemburghese Beretta Holding S.A.

## Storia
Prima di essere acquisita dalla Beretta, la Stoeger aveva sede nel New Jersey.
La Stoeger commissionò a varie piccole compagnie tedesche di produrre un .22 Long Rifle replica della Luger, che importò. Più tardi, nel 1994, incominciò a vendere una versione americana della Luger. La pistola era totalmente in acciaio inox, calibro 9 mm ed era venduta come l'"American Eagle Luger" con canne da 4 e 6 pollici.
Inoltre, la Stroeger distribuisce negli USA alcune armi da fuoco prodotte dalla Fabrique Nationale de Herstal.

## Armi
Elenco di alcune armi da fuoco vendute dalla Stoeger Industries:
- Cougar, pistola semi-automatica.
- Condor, doppietta.
- STF 3000, doppietta.
- Uplander, doppietta.
- Coach Gun, doppietta.
- P-350, fucile a pompa.
- Model 2000, fucile a pompa semi-automatico.
- Stoeger Double Defense, doppietta disegnato come fucile tattico da difesa.